# Блауэр-Зе
Блауэр-Зе (нем. Blauer See) — высокогорное озеро на западе Австрии. Располагается на территории округа Дорнбирн в федеральной земле Форарльберг.
Блауэр-Зе находится на высоте 1924 м над уровнем моря у горы Портлер-Хорн, на юго-восточной окраине городской общины Дорнбирн. Площадь озера составляет около 0,08 га. Прозрачность воды — 0,6 м.
Вода в озере очень мягкая (0,1 °dH), слабокислая (pH 6,2), с концентрацией кислорода — 9,3 мг/л.